# Cacajao ucayalii
Cacajao ucayalii  is een zoogdier uit de familie van de sakiachtigen (Pitheciidae). De wetenschappelijke naam van de soort werd voor het eerst geldig gepubliceerd door Oldfield Thomas in 1928.

## Taxonomie
Tot 2022 werd de soort als ondersoort van de gewone oeakari (Cacajao calvus) gerekend. Uit genetisch en morfologisch onderzoek bleek het een aparte soort te zijn.

## Voorkomen
De soort komt voor in het oosten van Peru.